# Segunda División 1943-1944 (Spagna)
L'edizione 1943-44 della Segunda División fu il tredicesimo campionato di calcio spagnolo di seconda divisione. Il campionato vide la partecipazione di 14 squadre. Le prime due ottennero la promozione in Primera División mentre le ultime due retrocessero in Tercera División. Erano previsti anche i playoff.

## Classifica finale
|  |     | Classifica finale 1943-44 | Pt | G  | V  | N | P  | GF | GS | DR  |
|  | --- | ------------------------- | -- | -- | -- | - | -- | -- | -- | --- |
|  | 1.  | Sporting Gijón            | 37 | 26 | 16 | 5 | 5  | 50 | 19 | +31 |
|  | 2.  | Real Murcia               | 32 | 26 | 15 | 2 | 9  | 62 | 40 | +22 |
|  | 3.  | Constància                | 31 | 26 | 15 | 1 | 10 | 49 | 37 | +12 |
|  | 4.  | Alcoyano                  | 30 | 26 | 12 | 6 | 8  | 44 | 34 | +10 |
|  | 5.  | Xerez FC                  | 30 | 26 | 14 | 2 | 10 | 50 | 41 | +9  |
|  | 6.  | Real Saragozza            | 29 | 26 | 12 | 5 | 9  | 56 | 40 | +16 |
|  | 7.  | Real Betis                | 29 | 26 | 11 | 7 | 8  | 50 | 44 | +6  |
|  | 8.  | Ceuta                     | 25 | 26 | 10 | 5 | 11 | 47 | 45 | +2  |
|  | 9.  | Leonesa                   | 25 | 26 | 11 | 3 | 12 | 42 | 45 | -3  |
|  | 10. | Hércules                  | 22 | 26 | 9  | 4 | 13 | 38 | 45 | -7  |
|  | 11. | Barakaldo                 | 19 | 26 | 8  | 3 | 15 | 34 | 61 | -27 |
|  | 12. | Arenas Getxo              | 19 | 26 | 7  | 5 | 14 | 39 | 60 | -21 |
|  | 13. | Osasuna                   | 18 | 26 | 7  | 4 | 15 | 34 | 60 | -24 |
|  | 14. | Real Valladolid           | 18 | 26 | 6  | 6 | 14 | 29 | 53 | -24 |

## Playoff
| Espanyol            | 7-1 | Alcoyano   |
| Deportivo La Coruña | 4-0 | Constància |

## Playout
| Barakaldo    | 3-2 | Levante       |
| Arenas Getxo | 0-1 | Racing Ferrol |

## Record
- Maggior numero di vittorie:  Sporting Gijón  (16)
- Minor numero di sconfitte:  Sporting Gijón (5)
- Migliore attacco:  Real Murcia (62 reti segnate)
- Miglior difesa:  Sporting Gijón (19 reti subite)
- Miglior differenza reti:  Sporting Gijón (+31)
- Maggior numero di pareggi:  Real Betis (7)
- Minor numero di pareggi:  Constància (1)
- Maggior numero di sconfitte:  Barakaldo,  Osasuna (15)
- Minor numero di vittorie:  Real Valladolid (6)
- Peggior attacco:  Real Valladolid (29 reti segnate)
- Peggior difesa:  Barakaldo (61 reti subite)
- Peggior differenza reti:  Barakaldo (-27)

## Verdetti
- Sporting Gijón e  Real Murcia promosse in Primera División spagnola 1944-1945.
- Osasuna e  Real Valladolid retrocesse in Tercera División.
- Arenas Getxo retrocesso in Tercera División dopo i playout.